# 乌斯秋日纳市镇
乌斯秋日纳市镇（俄语：Муниципальное образование Устюженское）是俄罗斯联邦沃洛格达州乌斯秋日纳区所属的一个市镇。其下辖有54个居民点，行政中心为乌斯秋日纳。据2015年统计，该市镇的人口为1998人。